# Isotemnidae
Isotemnidae (лат.) — семейство вымерших млекопитающих из подотряда Toxodontia отряда нотоунгулятов. Их ископаемые остатки найдены на территории Южной Америке в Аргентине в отложениях с конца палеоцена по начало миоцена.
Isotemnidae появились рано и представляют собой наиболее примитивное семейство токсодонтий. Конечности были сильными и похожими на конечности примитивных копытных, относительно короткие и пальцеходящие. Голова была довольно большой по отношению к телу. В пасти был полный набор из 44 зубов с низкими коронками.
Thomashuxleya, одна из самых известных Isotemnidae, размером 1,3 м, была слабо специализированным животным, что затрудняет ее размещение в определённой экологической нише. У него был большой череп и 44 зуба. Клыки были большими и, вероятно, использовались ими, чтобы рыть землю и питаться корнями. Его сильные и длинные конечности позволяют предположить, что это было довольно быстрое животное. Его окаменелости были найдены в аргентинской Патагонии.

## Роды
По данным сайта Paleobiology Database, на сентябрь 2024 года к семейству относят следующие роды:
- †Acoelohyrax Ameghino 1902
- †Anisotemnus Ameghino 1902
- †Calodontotherium Roth 1903
- †Coelostylodon Simpson 1970
- †Distylophorus Ameghino 1902
- †Isotemnus Ameghino 1897
- †Lophocoelus Ameghino 1904
- †Pampatemnus Vucetich and Bond 1982
- †Pleurocoelodon Ameghino 1894
- †Pleurostylodon Ameghino 1897
- †Rhyphodon Roth 1899
- †Thomashuxleya Ameghino 1901
- †Trimerostephanos Ameghino 1895